# Mise en bouche

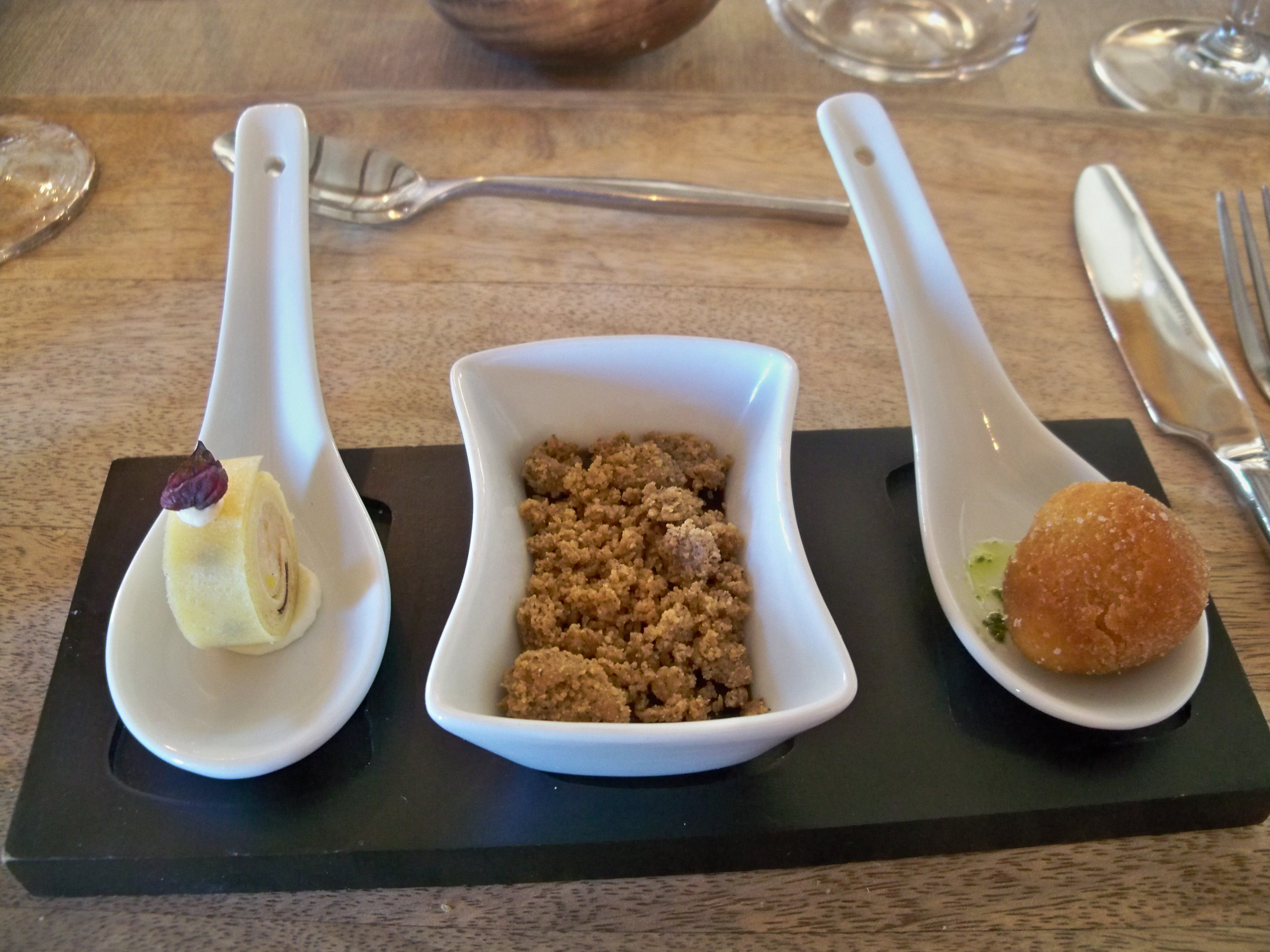
Crumble de tapenade, roulé de haddock et croquette de banon.

La mise en bouche désigne l'ensemble des mets (mezzé, canapés, zakouski, antipasti, etc.) qui accompagnent l'apéritif, en début de repas.

## Historique
La mise en bouche moderne est la descendante des « assiettes de table » médiévales. Celles-ci correspondaient à un premier service lors d'un repas, d'un banquet ou d'un festin au cours du Moyen Âge. Ce service correspondait à une sorte d'apéritif. Il était constitué de vin, de bouchées, de tranches de lard fumé, de quartiers de pomme et pain toasté.
« L'assiette est apparue sur la table en tant que vaisselle individuelle à partir du XVIe siècle. Mais, en tant que pièce de vaisselle, elle existe depuis l'Antiquité (terre cuite, bois, pâte de verre ou métal). Par contre, le mot “assiette” est entré dans la langue française bien avant l’usage des assiettes à table. À l’origine, ce mot avait deux significations : il désignait soit le fait de placer un convive assis à table, soit le fait de mettre les plats de service sur la table. Il a fallu attendre la Renaissance pour que l’assiette, plate ou creuse, soit utilisée en France comme une pièce de vaisselle individuelle, à la place de l'écuelle et du tranchoir. »